# Xã Lack, Quận Juniata, Pennsylvania
Xã Lack (tiếng Anh: Lack Township) là một xã thuộc quận Juniata, tiểu bang Pennsylvania, Hoa Kỳ. Năm 2010, dân số của xã này là 785 người.